# فرودگاه اکووک
فرودگاه اکووک (به انگلیسی: Ekwok Airport) یک فرودگاه همگانی بهره‌برداری هوایی با کد یاتا KEK است که یک باند فرود شن دارد و طول باند آن ۱۰۰۶ متر است. این فرودگاه در شهر اک‌ووک، آلاسکا کشور ایالات متحده آمریکا قرار دارد و در ارتفاع ۴۱ متری از سطح دریا واقع شده است.